# La Chevrolière
La Chevrolière é uma comuna francesa na região administrativa da Pays de la Loire, no departamento de Loire-Atlantique. Estende-se por uma área de 32,56 km². Em 2010 a comuna tinha 5 775 habitantes (densidade: 177,4 hab./km²).